# Epeolus fulvopilosus
Epeolus fulvopilosus är en biart som beskrevs av Peter Cameron 1902.
Epeolus fulvopilosus ingår i släktet filtbin och familjen långtungebin. Inga underarter finns listade i Catalogue of Life.